# The Black Album (album des Dandy Warhols)
Pour les articles homonymes, voir The Black Album.
Albums de The Dandy Warhols
Welcome to the Monkey House
(2003) Odditorium or Warlords of Mars
(2005)
The Black Album (2004) est une double compilation du groupe de rock américain The Dandy Warhols rassemblant des reprises, démos et faces B.
Le premier CD, The Black Album, a été enregistré en 1996 et devait faire suite au premier album paru en 1995 mais il est à l'époque rejeté par leur maison de disques Capitol Records. Il devient disponible en 2004 à l'occasion de la parution de cette compilation. On y retrouve des versions différentes de quelques titres présents sur leur deuxième album officiel, …The Dandy Warhols Come Down.
Le second CD s'intitule Come On Feel the Dandy Warhols et regroupe des faces B, des inédits et des reprises.

## Titres
CD 1  The Black Album
1. Arpeggio Adaggio
2. Crack Cocaine Rager
3. Good Morning
4. Head
5. White Gold
6. Boys
7. Shiny Leather Boots
8. Earth to The Dandy Warhols
9. Minnesoter
10. Twist
11. The Wreck (Reprise de Gordon Lightfoot)

CD 2 Come On Feel the Dandy Warhols
1. Not If You Were the Last Junkie In Tony's Basement
2. Retarded
3. Free for All (Reprise de Ted Nugent)
4. Dub Song
5. Call Me (Reprise de Blondie)
6. Relax (Reprise de Frankie Goes to Hollywood)
7. Head
8. Thanks for the Show
9. Lance
10. Ohio (Reprise de Crosby, Stills, Nash and Young)
11. One Saved Message
12. Hells Bells (Reprise d'AC/DC)
13. The Jean Genie (Reprise de David Bowie)
14. Stars (Reprise de The Brian Jonestown Massacre)
15. Dick
16. One Ultra Lame White Boy
17. We Love You Dick
18. The Wreck of the Edmund Fitzgerald (Reprise de Gordon Lightfoot)

## Formation
- The Black Album
  - Courtney Taylor-Taylor — chants, guitare
  - Zia McCabe — basse, claviers
  - Peter Loew — guitare
  - Eric Hedford — batterie
- Come On Feel the Dandy Warhols
  - Courtney Taylor-Taylor — chants, guitare
  - Zia McCabe — basse, claviers
  - Peter Loew — guitare
  - Brent DeBoer - batterie, chœurs
  - Eric Hedford — batterie